# 2008 à Terre-Neuve-et-Labrador
Chronologie de Terre-Neuve-et-Labrador
- 2004
- 2005
- 2006
- 2007
- 2008
- 2009
- 2010
- 2011
- 2012

Cette page concerne des événements d'actualité qui se sont produits durant l'année 2008 dans la province canadienne de Terre-Neuve-et-Labrador.

## Politique
- Premier ministre : Danny Williams
- Chef de l'Opposition :
- Lieutenant-gouverneur :
- Législature :

## Événements
- 2 décembre 2008 : le navire ravitailleur français Cap Blanc, qui depuis l'an 2000 assure une navette hebdomadaire pour le fret entre Terre-Neuve et l'archipel de Saint-Pierre-et-Miquelon, coule à 80 km des côtes de Saint-Pierre dans les eaux territoriales canadiennes. 4 marins sont portés disparus.